# 香膠阿魏
香膠阿魏，也叫綠黃汁阿魏，是原產伊朗和土庫曼斯坦的一種阿魏屬植物。其根、莖分泌的膠脂稱為䭱齊、格蓬香膠、白松香，是一種香水原料。